# District de Grey
Pour les articles homonymes, voir Grey.

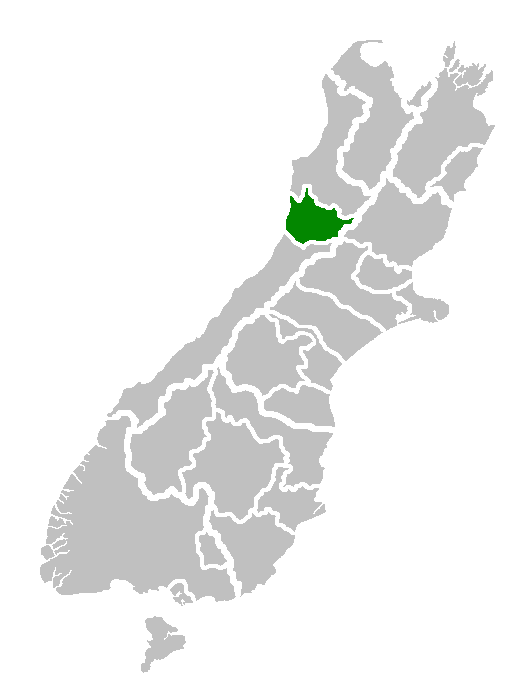
Localisation du district sur une carte de l'île du Sud

Le district de Grey est situé dans la région de West Coast, dans l'île du Sud de la Nouvelle-Zélande.
S'étendant sur 3 516,48 km2, il inclut les villes de Greymouth, Runanga, Blackball, Cobden et les villages sur les rives du fleuve Grey.
Le recensement de 2006 y a compté 13 221 habitants, dont 3 600 à Greymouth, 1 221 à Runanga, 1 707 à Cobden et 330 à Blackball. Environ 8 % de la population se dit d'origine maori.

## Sources
- (en) Grey District Council
- (en) Final counts – census night and census usually resident populations, and occupied dwellings - West Coast Region, Statistics New Zealand

- (en) Cet article est partiellement ou en totalité issu de l’article de Wikipédia en anglais intitulé « Grey District » (voir la liste des auteurs).